# Lü Dongbin

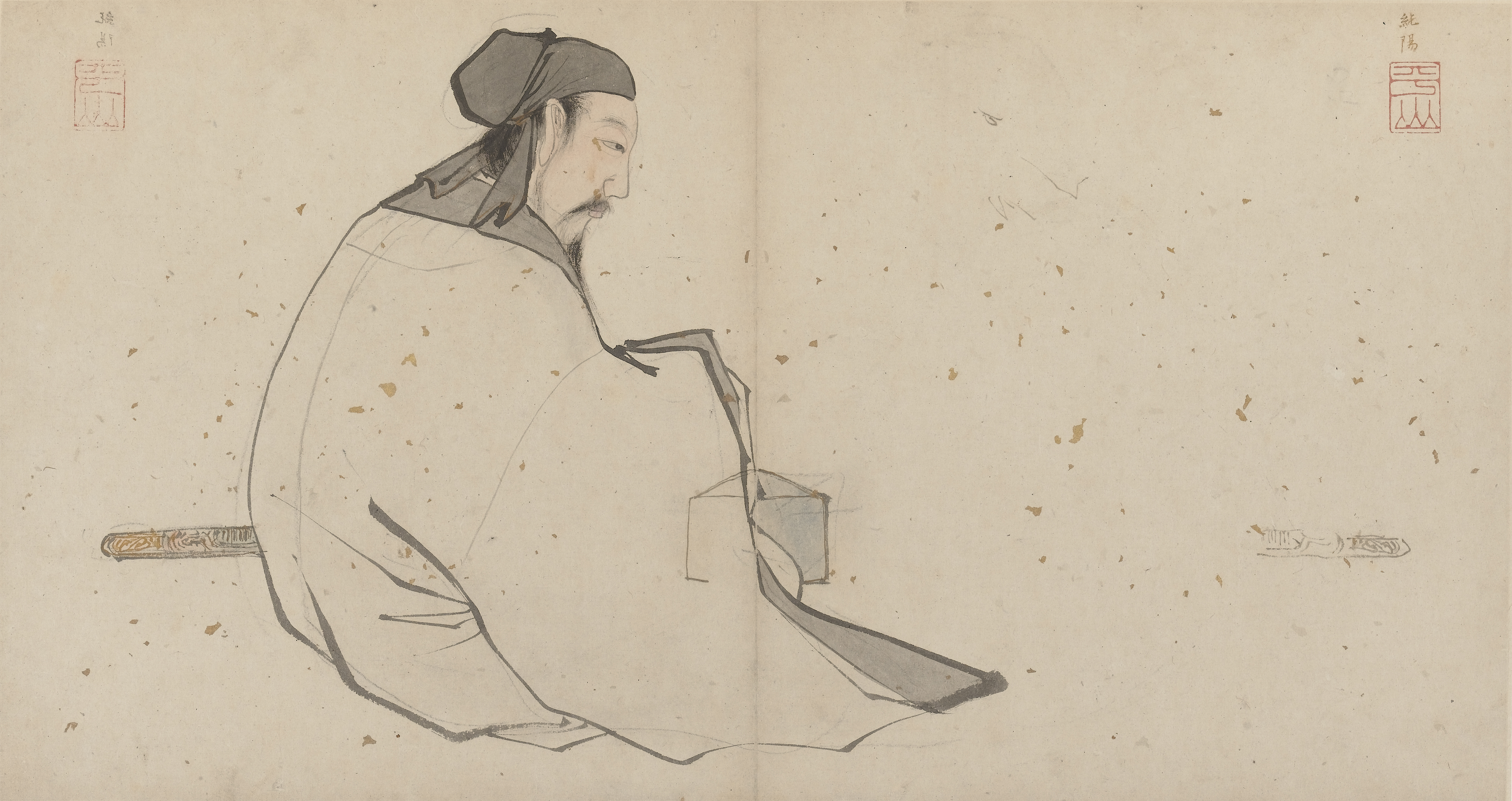
Pintura de Zhang Lu sobre Lü Dongbin, principios del siglo XVI

Lü Dongbin (chino simplificado: 吕洞宾, chino tradicional: 呂洞賓, pinyin: Lǚ Dòngbīn, Wade-Giles: Lu Tung-Pin) es una deidad china reverenciada por los taoístas religiosos. Es el más conocido de los ocho inmortales y es considerado por algunos el líder de facto, aunque el líder oficial es Zhongli Quan. En las representaciones artísticas aparece vestido como un erudito, llevando una espada para alejar el mal y un espanta-moscas. Es adorado por los enfermos y honrado como erudito. 
Lü Dongbin es su nombre de cortesía, pero el real era Lü Yan (吕岩, 呂巖, Lǚ Yán), aunque él se llamaba a sí mismo Chunyang Zi (纯阳子, 純陽子, Chúnyáng Zǐ, "el maestro completamente yang") y los taoístas le conocen como Lu zu (吕祖, 呂祖, Lǚ zŭ, "el Lü Originario").

## Vida de Lü Dongbin
Lü Dongbin habría nacido en la prefectura de Jingzhao (京兆府, Jīngzhào fŭ) en el siglo VIII (755 o 796, según las fuentes) durante la dinastía Tang y muerto a comienzos del siglo IX, quizá en 805. 
De acuerdo con Richard Wilhelm, Lü Dongbin fue el fundador de la "Religión del elixir dorado" (金丹教, Jīndān jiào) y el autor del material presente en El secreto de la Flor de Oro.

## El sueño del mijo amarillo
En una recopilación hecha por Ma Zhiyuan en el siglo XIII se cuenta la historia conocida como "El sueño del mijo amarillo" (黄粱梦, 黃粱夢, huáng liáng mèng).
Según cuenta la tradición, cuando nació Lü Dongbin una fragancia inundó la habitación. A los veinte años todavía no había contraído matrimonio y decidió presentarse al examen imperial, aunque ninguna de las dos veces que lo hizo tuvo éxito. Una noche, estando en la ciudad de Chang'an, o Handan (邯鄲, Hándān), se quedó dormido mientras cocinaba mijo amarillo. Soñó que aprobaba el examen imperial de manera sobresaliente y era recompensado con un prestigioso cargo y pronto promovido hasta el rango de viceministro (侍郎, shì láng). Entonces se casaba con la hija de un próspero propietario y tenían un hijo y una hija. De nuevo era ascendido, esta vez hasta primer ministro. Sin embargo, su éxito y su suerte atraen la envidia de otros y es acusado de delitos que le hacen perder su puesto. Su mujer le engaña, sus hijos son asesinados por los bandidos y él pierde la salud. Mientras se encuentra agonizante en la calle, se despierta y comprueba que el sueño ha ocurrido realmente mientras el mijo se cocinaba, durando dieciocho años. Los personajes han sido interpretados por Zhongli Quan para hacerle ver lo vacuo del mundo humano.
Como consecuencia del sueño, Lü partió con Zhongli para descubrir el Tao. Fue sometido a diez tentaciones que superó, tras lo cual le fue otorgada una espada que poseía energías sobrenaturales y con la que expulsó a los dragones y otros monstruos que vivían en China.
En el volumen 82 de la Gran Compilación Taiping (太平广记, 太平廣記, Tàipíng guǎngjì) de Li Fang (李昉, Lĭ Făng) aparece una versión más antigua de la historia y el personaje de Lü Dongbin es reemplazado por el estudiante Lu (卢生, 盧生, Lú shéng) y el de Zhongli Quan por el del Viejo Lü (呂翁, Lü Wēng).

## Proverbios sobre Lü Dongbin
La frase "El sueño del mijo amarillo" se ha transformado en un proverbio utilizado para hacer referencia al deseo de alguien por alcanzar puestos importantes.
Existe otro proverbio, "el perro muerde a Lü Dongbin" (狗咬吕洞宾, 狗咬呂洞賓, gǒu yǎo Lǚ Dòngbīn), en el que se hace referencia a las personas que son incapaces de ser bondadosas y muestran un comportamiento desagradecido.